# Initiative populaire « pour l'abolition des expériences sur animaux »
L'initiative populaire  « pour l'abolition des expériences sur animaux » est une initiative populaire suisse, rejetée par le peuple et les cantons le 7 mars 1993.

## Contenu
L'initiative propose d'ajouter un article 25ter à la Constitution fédérale interdisant toute expérience sur les animaux « pratiquées à des fins d'information ou de diagnostic, ou dans un but scientifique, prophylactique, thérapeutique ou économique, ou encore à des fins d'étude ou d'enseignement ».
Le texte complet de l'initiative peut être consulté sur le site de la Chancellerie fédérale.

## Déroulement

### Contexte historique
Le premier texte législatif suisse concernant directement la protection des animaux est l'article 25bis de la Constitution qui résulte de l'initiative populaire « Interdiction d'abattre le bétail de boucherie sans l'avoir préalablement étourdi », acceptée en votation le 20 août 1891. Cet article, qui ne concerne à sa création que l'interdiction de l'abattage rituel, est étendu le 2 décembre 1973, pour spécifier en particulier que « la législation sur la protection des animaux est du ressort de la Confédération » et que les « interventions et essais sur les animaux vivants » doivent être sujets à cette législation.
Une loi fédérale sur la protection des animaux est alors préparée et présentée au Parlement qui l'accepte en 1978. Un référendum est cependant lancé contre cette loi, en particulier par des groupes jugeant qu'elle ne va pas assez loin dans la protection des animaux ; elle est toutefois acceptée en votation le 3 décembre 1978, puis complétée par une ordonnance du 27 mai 1981 entrée en vigueur le 1er juillet 1981. Elle définit en particulier des normes concernant les expériences sur animaux qui doivent être limitées à l'indispensable, sont, dans les cas extrêmes, soumises à autorisation, et ne peuvent être réalisées que dans des installations appropriées et par des personnes correctement formées.
En septembre 1981, la fondation Helvetia Nostra, filiale de la fondation Franz Weber, dépose une initiative populaire « pour la suppression de la vivisection » pour dénoncer les expériences animales qui « occasionnent, pour l'homme, pour les autres créatures et pour l'environnement infiniment plus de dommages et de maux qu'elles ne leur apportent de bienfaits » ; cette initiative est rejetée en votation populaire le 1er décembre 1985.
Dès le mois de mai 1995, soit six mois avant la votation, la Protection suisse des animaux commence à récolter des signatures pour une nouvelle initiative « pour une réduction stricte et progressive des expériences sur les animaux ». Cette seconde initiative est justifiée par des réserves vis-à-vis de la proposition d'Helvetia Nostra qui n'aurait pas supprimé la vivisection, mais plutôt aurait poussé à une délocalisation des expériences sur les animaux à l'étranger, à l'inverse de la nouvelle initiative qui « constitue une solution réaliste en vue de parvenir à une réduction progressive des expériences sur animaux, sans que l'on soit obligé d'y renoncer dans les cas où elles restent indispensables ».
Après le dépôt de la seconde initiative, le parlement décide de lui présenter un contre-projet indirect sous la forme d'une modification de la loi sur la protection des animaux qui institue une commission pour les expériences sur animaux chargée d'examiner les demandes d'autorisations pour les expériences sur les animaux et de participer au contrôles en place. Cette modification entre en vigueur le 1er décembre 1991, alors que l'initiative est rejetée en votation le 16 février 1992.
Pendant la période d'étude de la seconde initiative, la ligue internationale des médecins pour l'abolition de la vivisection, jugeant les premières propositions trop timorées, lance cette troisième initiative qui préconise un arrêt total et absolu des expériences animales.

### Récolte des signatures et dépôt de l'initiative
La récolte des 100 000 signatures nécessaires a débuté le 17 octobre 1989. Le 26 octobre de l'année suivante, l'initiative a été déposée à la chancellerie fédérale qui l'a déclarée valide le 23 janvier 1991.

### Discussions et recommandations des autorités
Le parlement et le Conseil fédéral ont recommandé le rejet de cette initiative. Dans son message aux Chambres fédérales, le gouvernement rappelle que, si le nombre d'animaux utilisé pour des expériences a diminué de moitié lors des 10 dernières années, la recherche ne peut se passer totalement de ce type d'expériences ; Leur interdiction totale inciterait les entreprises et instituts de recherche à quitter la Suisse.
Enfin, le Conseil fédéral rappelle les dernières décisions prises par le peuple et par l'assemblée fédérale sur ce sujet pour rejeter l'initiative.

### Votation
Soumise à la votation le 7 mars 1993, l'initiative est refusée par la totalité des 20 6/2 cantons et par 72,2 % des suffrages exprimés. Le tableau ci-dessous détaille les résultats par cantons :